# Autun
 Autun  es una población y comuna francesa, en la región de Borgoña-Franco Condado, departamento de Saona y Loira, en el distrito de Autun. Es el chef-lieu de los cantones Autun-Nord y Autun-Sud.

## Demografía
| 7 792 | 9 176 | 9 400 | 9 744 | 11 164 | 10 435 | 11 637 | 11 997 | 11 156 | 11 897 | 12 389 | 11 684 | 12 889 | 14 049 | 14 895 | 15 187 | 15 543 | 15 764 | 15 479 | 15 498 | 13 856 | 14 119 | 14 045 | 14 863 | 14 438 | 14 399 | 15 305 | 18 398 | 21 556 | 20 587 | 17 906 | 16 419 | 15 069 |
| Para los censos de 1962 a 1999 la población legal corresponde a la población sin duplicidades (Fuente: INSEE [Consultar]) |       |       |       |        |        |        |        |        |        |        |        |        |        |        |        |        |        |        |        |        |        |        |        |        |        |        |        |        |        |        |        |        |

## Saint-Pantaléon
La comuna incluye la comuna asociada de Saint-Pantaléon: fue incorporada a la comuna en 1973. Su población municipal en 2007 era de 2 835 habitantes.
Dominique Bouchard es la alcaldesa delegada.

## Personalidades relacionadas con la comuna
- Charles-Maurice de Talleyrand-Périgord, político y diplomático. Fue obispo de Autun entre 1788 y 1791.

## Cultura
Autun está clasificada como Ville d'Art et d'Histoire.

### Lugares de interés
- La catedral de Autun, románica, conocida por sus esculturas y en particular por su tímpano realizado por Gislebertus de Autun.
- Puertas y murallas galo-romanas.
- Anfiteatro de Autun.

## Hermanamientos
- Arévalo, España.